# Осой (Орловская область)
Осо́й — упразднённый посёлок, существовавший на территории Дмитровского района Орловской области до 1979 года. Входил в состав Бородинского сельсовета.

## География
Располагался на северо-западе района, в 16 км к северу от Дмитровска и в 4 км к северо-западу от села Бородино рядом с истоком ручья Осой.

## Этимология
Получил названия от ручья Осой, рядом с истоком которого располагался посёлок.

## История
Основан в начале XX века переселенцами из соседнего села Бородино. В 1926 году в посёлке было 18 дворов, проживало 124 человека (61 мужского пола и 63 женского). В то время Осой входил в состав Бородинского сельсовета Волконской волости Дмитровского уезда. С 1928 года в составе Дмитровского района. В 1937 году в посёлке было 17 дворов. Во время Великой Отечественной войны, с октября 1941 года по август 1943 года, находился в зоне немецко-фашистской оккупации. По состоянию на 1945 год в Осое действовал колхоз имени 17-го Партсъезда. Упразднён 24 мая 1979 года.

## Население
| 124 |

## Персоналии
- Жудин, Иван Митрофанович (1922—2006) — писатель-краевед, основатель и директор Дмитровского историко-этнографического музея. Родился в Осое[4].